# إدوارد سافاج
إدوارد سافاج (بالإنجليزية: Edward Savage)‏ (15 نوفمبر 1989 في المملكة المتحدة - ) هو ممثل ولاعب كرة قدم بريطاني في مركز الوسط. لعب مع ويكمب وندررز.

## وصلات خارجية
- إدوارد سافاج على موقع IMDb (الإنجليزية)
- إدوارد سافاج على موقع كينوبويسك (الروسية)